# 渋谷健司
渋谷 健司（しぶや けんじ、1966年〈昭和41年〉3月6日 - ）は、日本の医師。医学者（公衆衛生）。東京財団政策研究所 研究主幹（兼職）。相馬市新型コロナウイルスワクチン接種メディカルセンター・センター長（兼職）。

## 人物・来歴
学位は公衆衛生学博士（ハーバード大学大学院・1999年）。元キングス・カレッジ・ロンドン 教授。東京大学大学院医学系研究科・客員研究員（元教授）。元WHO職員。元世界保健機関（WHO）テドロス・アダノム事務局長上級顧問。
役職名については日本メディアと海外メディア向けで異なることや、存在しない役職で紹介されることが第三者から指摘されている。
雅子皇后の妹、小和田節子と1999年6月に結婚、2017年秋に離婚。

### 略歴
- 1999年、米国ハーバード大学より公衆衛生学博士号取得。同年、帝京大学医学部産婦人科助手に就任。
- 2000年、帝京大学医学部衛生学公衆衛生学講師に就任。
- 2001年、世界保健機関（WHO）就任[9]。
- 2008年、東京大学大学院医学系研究科 国際保健政策学教室 教授に就任[6]。
- 2019年、東京大学教授を人間関係で辞任し[8]、客員教授に就任。英国キングス・カレッジ・ロンドン教授に就任 [3][19]。
- 2021年、キングス・カレッジ・ロンドン教授を人間関係で辞任し、相馬市市新型コロナウイルスワクチン接種メディカルセンター・センター長に就任。
- 2022年、東京財団政策研究所・研究主幹に就任（兼職）。

## 発言

### マスコミ
- マスコミについて「記者クラブ制度の弊害もあると思われますが、政府分科会や厚労省の専門家の言ったことを垂れ流しにするメディアが多い中で、「赤旗」は、自分たちで反対意見も含めてさまざまな意見を精査して、原典にも当たり取材していく。外国のメディアでは当たり前だと思いますが、日本では残念ながらそういうところが少ない。その点でも「赤旗」は貴重だし、署名記事として責任を明確にしている。国民の命の安全がかかる問題です。」とインタビューで発言。[20]

### 東京オリンピック
- 東京オリンピック開幕に至るまでの新型コロナウイルス感染予防策について「実質的にバブルは崩壊している。米大リーグや全豪オープンテニスなどは厳格にバブルをつくっており、全くレベルが違う。（東京五輪は入国者の）行動もアプリで監視しているというが、機能しているとは思えない。」とインタビューで発言。[21]
- 東京オリンピックについて「開催できる状況にないと言わざるを得ない。」とインタビューで発言。[22]

### 2019新型コロナウイルス
- 2019新型コロナウイルスによる急性呼吸器疾患の流行にあたって、2020年4月7日に東京など7都府県に対して緊急事態宣言が発令された後、ダイヤモンド・オンラインのインタビュー（2020年4月9日配信）において「東京は手遅れに近く、緊急事態宣言に効果があるかどうかは疑問」「80％の接触減は不可能であり、対策を強化しなければ、日本で数十万人の死者が出る可能性がある」などと発言した[23]。
- 2020年4月16日放送のTBSテレビNEWS23で「日本はクラスター対策をメインにしていたので検査数を絞っていた。非常に検査数が少ないので表れている数字は氷山の一角に過ぎない」「おそらく（感染者が）10倍以上はいる」などと発言した。 また、肺炎の死者で診断がついていないケースに、感染症による死者が含まれている可能性があるとも指摘した[24]。 こうした渋谷の指摘に対し、一部から「感染者が10倍いれば死亡者も10倍いることになるが、日本の医療水準や法体制下において、新型コロナウイルスの見逃しのせいで、死亡者が今より10倍いるという理屈は無理がある」「万が一、通常の肺炎死亡患者の中で新型コロナウイルスの見逃しがあれば、高確率で二次感染による大規模院内クラスターを生み出し、社会で可視化されているはずである。仮にそのようなケースがいくつかあったとしても、死亡者数の桁が変わるほどの話にはならない」との批判がある[25]。